# 韋達誠
韋達誠（英文：Jay Herbert Walder，1958年9月20日—），出生於美國印地安纳州印第安納波利斯，紐約大都會運輸署前董事長兼首席執行官、倫敦交通局前財務及規劃總經理及香港鐵路有限公司前行政總裁。

## 簡歷
韋達誠於2012年1月1日起出任香港鐵路有限公司行政總裁崗位；於2013年8月30日，香港鐵路有限公司宣布繼續委任韋達誠為行政總裁，任期至2015年8月31日。在任期間，港鐵多項工程出現延誤以及超支問題，其中香港高鐵爭議惹起全城關注。2014年5月，港鐵在股東會上宣布，韋達誠於同年8月15日約滿後不再續約。同年7月16日，由港鐵成立的獨立董事委員會公布第一份有關於廣深港高鐵香港段工程延誤及超支的調查報告中，點名批評韋達誠的判斷欠佳，同時宣布董事局與韋達誠達成協議，他將會提早一年於翌月15日離任行政總裁兼董事會成員。根據港鐵2014年的年報顯示，韋達誠離職時獲發580萬港元基本薪金及津貼外，亦額外獲得1,570萬港元合約結算金，而一筆約500萬港元的與表現掛鈎薪酬則未有獲發。另外，加上他所獲得的港鐵股份等，合共獲得逾3,000萬港元，未見任何懲罰措施。

## 爭議
立法會交通事務委員會成員范國威表示，廣深港高鐵香港段工程出現嚴重延誤及超支，韋達誠有無可推卸的責任，現時卻可以袋取逾千萬港元的合約結算金，令人驚訝。
立法會就高鐵延誤及超支事件成立調查事件的專責委員會，據該專責委員會發表報告，報告附件紀錄委員會的閉門會議內容，透露委會員曾經邀請前運房局局長鄭汝樺，前港鐵主席錢果豐、韋達誠及港鐵前工程總監周大滄等人出席聆訊，惟4人均拒絕出席後來拒絕出席聆訊，委員會對他們表示失望。